# 北京市消防救援总队
北京市消防救援总队，加挂北京市消防救援局牌子，是中华人民共和国北京市的消防救援机构，由中华人民共和国应急管理部与北京市人民政府双重领导，承担北京市内的火灾扑救、抢险救援、消防监督等职责。至2020年底，北京市消防救援总队下辖18个消防救援支队，有193个消防救援站、1177辆消防车，万人拥有消防员4.6人。

## 历史沿革
1902年5月（清朝光绪二十八年四月），内城工巡总局内始设消防巡捕队:464。同月，京师警务学堂附设消防科以训练消防队兵，学员毕业后组成消防队:1074。1906年（光绪三十二年），在京师设消防公所，由内外城巡警总厅管理。至1908年（光绪三十四年），消防公所消防分遣所8处，总员额达500人:474。
1913年（民国二年）2月，京师警察厅设置消防处，下设6个消防分队和4个消防分遣所，共计698人。6个消防分队设在故宫文华殿、西安门内大街、正阳门外甘井胡同、宣武门外梁家园、西四牌楼广济寺和东安门外灯市口，4个消防分遣所设在地安门内东高房、崇文门外东柳树井、西直门内新街口和东四牌楼宝泉局:465。
1928年（民国十七年）6月，京师警察厅改为北平特别市公安局，消防处改为消防股。消防股下设消防队，管辖6个消防分队和1个汽车队，共计461人。经过1929年、1930年、1933年数次改组缩编，至1936年（民国二十五年），消防队管辖4个消防分队、4个分遣队和2个消防派出所，共314人:466:1256。
1937年（民国二十六年）7月7日，七七事变爆发，日军占领北平，北平市改为北京特别市。北京特别市公署警察局设消防队，下设4个分队、4个分遣所、2个消防派出所，共328人:467。
1945年（民国三十四年），日本投降，北京特别市改回北平市。国民政府北平市警察局设消防大队，下设4个中队、16个分队，共337人:467。
1949年1月，中国人民解放军以和平方式占领北平。2月2日，中国人民解放军北平市军事管制委员会接管原国民政府北平市警察局，消防大队随之改为北平市公安局消防大队（北平更名为北京后，为北京市公安局消防大队）:467-468。接管时，消防大队设4个中队（分别在公安街18号、阎王庙前街9号、梁家园10号、养蜂夹道5号）、4个分队（分别在北新桥326号、正阳门外大街天桥73号、东华门、故宫），共319人。4月，消防大队组织机构调整，第一、第二分队调整为第五、第六中队，第三、第四分队合并为第七中队（在朝内大街299号），抽调人员组建第八中队（在颐和园）:467-468。1950年8月，新建西直门中队。1953年，消防六中队迁至东经路，消防七中队迁至猪市大街:494-496。
1954年12月，北京市公安局交通大队、消防大队合并成立北京市公安局交通消防处。1955年12月，交通消防处拆分，成立北京市公安局消防处。1965年1月15日，国防部、公安部、内务部、财政部、国家编委联合发出《关于公安消防民警实行义务兵役制有关问题的联合通告》，公安消防队伍小队长（班长）以下人员自当年5月1日起实行义务兵役制。1954年至1965年间，先后新建了翠微路、大红门、红庙、丰台、酒仙桥等5个中队，阎王庙前街中队（二中队）迁至花市大街，公安街中队（一中队）迁至府右街，养蜂夹道中队（四中队）迁至西单横二条。至1965年底，北京市公安局消防处有15个消防中队:459、81辆消防车:505。
1966年6月，“文化大革命”爆发，消防处一度处于瘫痪状态。1967年2月，北京市公安局实行军事管制，消防处由军代表接管。1968年12月，消防处改为北京市公安局军事管制委员会消防支队。1973年8月，消防支队恢复为北京市公安局消防处。1973年10月15日，国务院、中央军委印发《关于公安消防队伍领导关系问题的通知》。按该文件精神，1975年4月，北京市公安局消防处挂牌为北京市公安局消防总队:470。1976年，国务院、中央军委批准了公安部、总参谋部、总政治部、总后勤部《关于全国武装民警工作会议情况的报告》，消防中队干部纳入现役:471。1966年至1976年间，先后组建了长辛店、故宫、通州、广安门等中队，撤销了梁家园中队、猪市大街中队，西单横二条中队（四中队）迁至石景山:495。至1976年底，北京市公安局消防处共有17个消防中队、103辆消防车:505。
1982年6月19日，中共中央转批公安部党组《关于人民武装警察管理体制问题的请示报告》，消防民警列入武警序列。1983年1月，北京市公安局消防处启用中国人民武装警察部队北京市总队消防处名称:473。1978至1986年间，先后在远郊县区新建房山、密云、朝阳、大兴、平谷、怀柔、顺义、延庆等8个中队，组建首都机场、双榆树等中队:495。至1986年底，北京市公安局消防处共有28个消防中队、177辆消防车:505。
1986年8月，北京市公安局消防处改为北京市消防局，仍归北京市公安局领导。1988年10月，公安部发出《关于武警部队授衔工作有关规定》，公安消防部队实行警衔制。1989年10月，北京市消防局启用中国人民武装警察部队北京市消防总队名称:470。1987年至1989年，先后新建门头沟、昌平、亚运村等中队。1989年至1990年，受1987年大兴安岭火灾影响，新建上方山、八达岭、松山、香山4个中队。1992年，首都机场中队改为专职队:495。至1995年底，北京市消防局有35个中队、179辆消防车:505。至2000年底，北京市消防局有48个中队、259辆消防车。
2000年，北京市消防局更名为北京市公安局消防局。2005年12月，北京市公安消防部队实行“防消合一”体制，撤销北京市公安消防总队下辖的6个消防支队和各区县公安机关下辖的消防监督部门；按行政区划，在东城区、西城区、崇文区、宣武区、朝阳区、海淀区、丰台区、石景山区、门头沟区、房山区、大兴区、昌平区、通州区、顺义区、怀柔区、平谷区、北京经济技术开发区、清河地区组建18个消防支队，在延庆县、密云县组建2个消防大队，统一负责防火和灭火工作。至2005年底，北京市公安消防总队总计有消防中队（消防站）57个。至2010年底，北京市公安消防总队总计有消防中队（消防站）89个、消防车辆622辆、消防官兵6553人。至2015年底，北京市公安消防总队总计有消防中队（消防站）146个、消防官兵7370人。
2018年3月，《深化党和国家机构改革方案》公布，公安消防部队全部退出现役，成建制划归应急管理部，承担灭火救援和其他应急救援工作，现役编制全部转为行政编制。10月9日，公安消防部队移交应急管理部交接仪式举行。机构改革后，该部更名为北京市消防总队。2019年12月31日，北京市消防救援总队正式挂牌，其下辖各消防救援支队亦于同日举行挂牌仪式。至2020年底，北京市消防救援总队总计有消防救援站193个，消防车辆1177辆。
2024年6月，各消防救援总队、支队、大队加挂驻地省、市、县三级消防救援局牌子，北京市消防救援总队加挂北京市消防救援局牌子。

## 职责
根据《消防救援队伍总队及以下单位机构编制方案》，北京市消防救援总队承担下列职责：
1. 承担城乡综合性消防救援工作，负责指挥调度相关灾害事故救援行动，承担重要会议、大型活动消防安全保卫工作。
2. 承担火灾预防、消防监督执法以及火灾事故调查处理相关工作，依法行使消防安全综合监管职能，推动落实消防安全责任制。
3. 参与拟订消防专项规划，参与起草地方性消防法规、规章草案并监督实施。
4. 负责消防救援队伍综合性消防救援预案编制、战术研究和执勤备战、训练演练等工作。
5. 负责消防救援信息化和应急通信建设，承担综合性消防救援行动应急通信保障工作。
6. 负责消防安全宣传教育，组织指导社会消防力量建设。
7. 负责消防应急救援专业队伍规划、建设与调度指挥，参与组织协调动员各类社会救援力量参加救援任务。
8. 负责消防救援队伍建设与管理。
9. 完成应急管理部和所在省（区、市）党委政府交办的相关任务。

## 组织机构
北京市消防救援总队机关设有16个业务处（室）和一个应急通信与车辆保障大队，下辖22个消防救援支队。

### 机关内设机构
- 灭火救援指挥部
  - 指挥中心
  - 作战训练处
  - 特种灾害救援处
  - 信息通信处
- 政治部
  - 机关党委（组织教育处）
  - 人事处
  - 队务处
- 办公室
- 纪检督察室（巡视工作办公室）
- 审计室
- 防火监督处（重点保卫处）
- 法制与社会消防工作处
- 火调技术处
- 新闻宣传处（全媒体工作中心）
- 后勤装备处
- 财务处
- 应急通信与车辆勤务大队

### 消防救援支队

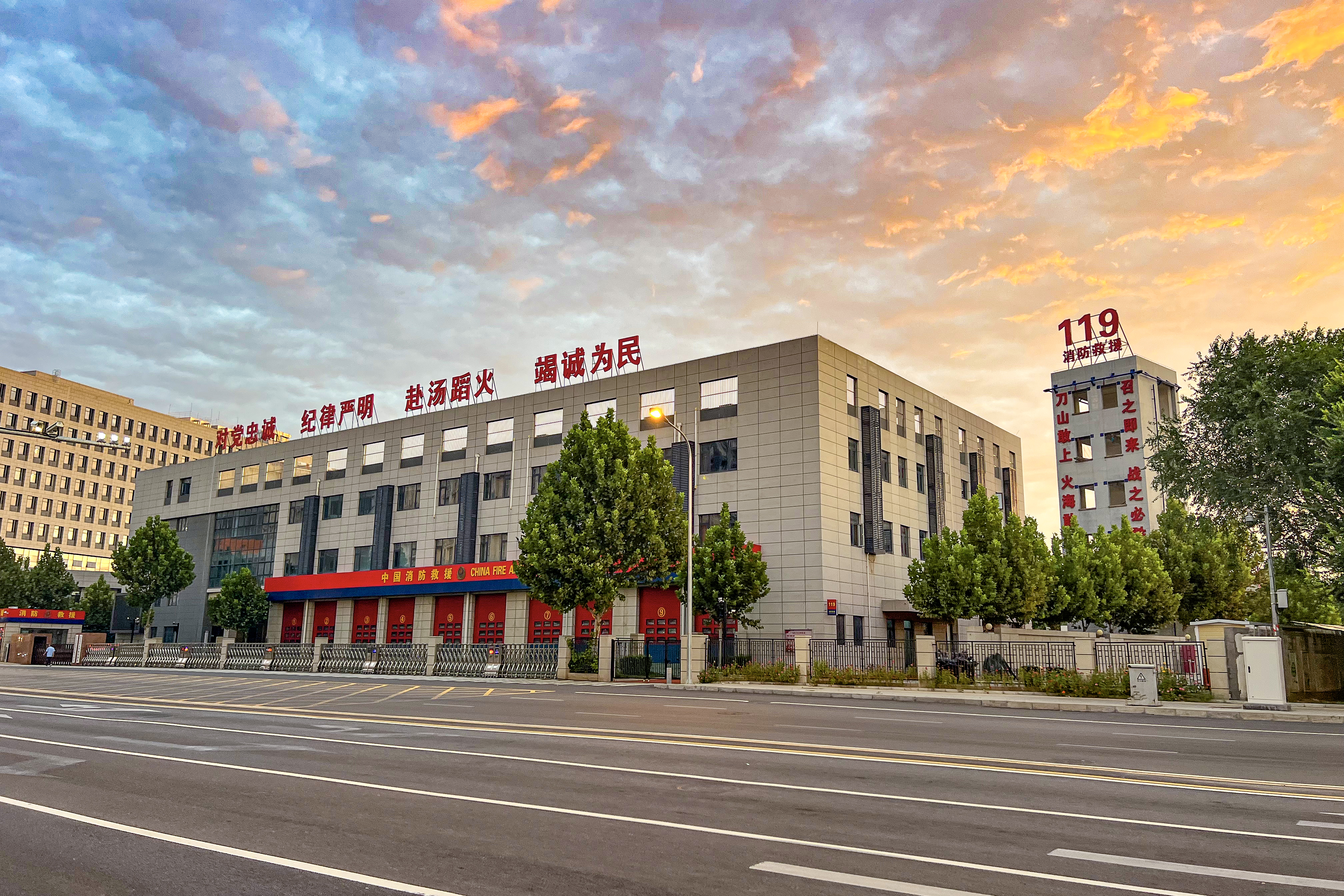
位于北京地铁6号线五里桥车辆段南侧的北京市消防救援总队轨道交通消防支队

北京市消防救援总队下辖的22个消防救援支队，包含16个市辖区消防救援支队、设在北京经济技术开发区、天安门地区、清河地区的3个消防救援支队以及特勤、轨道交通、训练与战勤保障3个支队。
- 东城区消防救援支队
- 西城区消防救援支队
- 朝阳区消防救援支队
- 海淀区消防救援支队
- 丰台区消防救援支队
- 石景山区消防救援支队
- 门头沟区消防救援支队
- 房山区消防救援支队
- 大兴区消防救援支队
- 通州区消防救援支队
- 顺义区消防救援支队
- 昌平区消防救援支队
- 怀柔区消防救援支队
- 平谷区消防救援支队
- 密云区消防救援支队
- 延庆区消防救援支队
- 北京经济技术开发区消防救援支队
- 天安门地区消防救援支队
- 北京市消防救援总队清河支队
- 北京市消防救援总队特勤支队
- 北京市消防救援总队轨道交通支队
- 北京市消防救援总队训练与战勤保障支队

## 救援力量

### 消防救援站
至2020年底，北京市消防救援总队下辖193个消防救援站，城市建成区平均每个消防救援站责任区面积为10.6平方千米，城六区消防站到场平均用时9.4分钟。

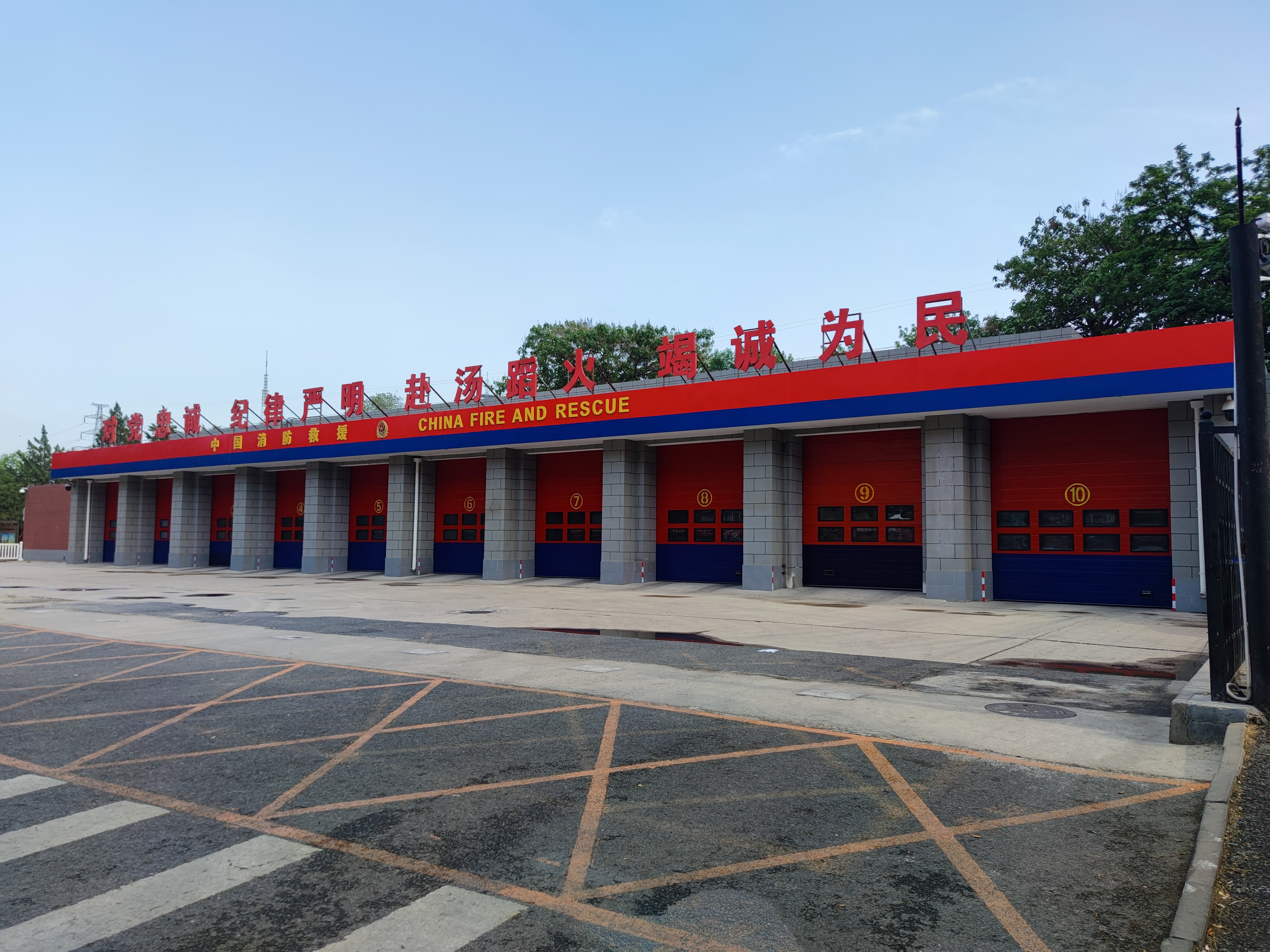
北京市海淀区双榆树消防救援站
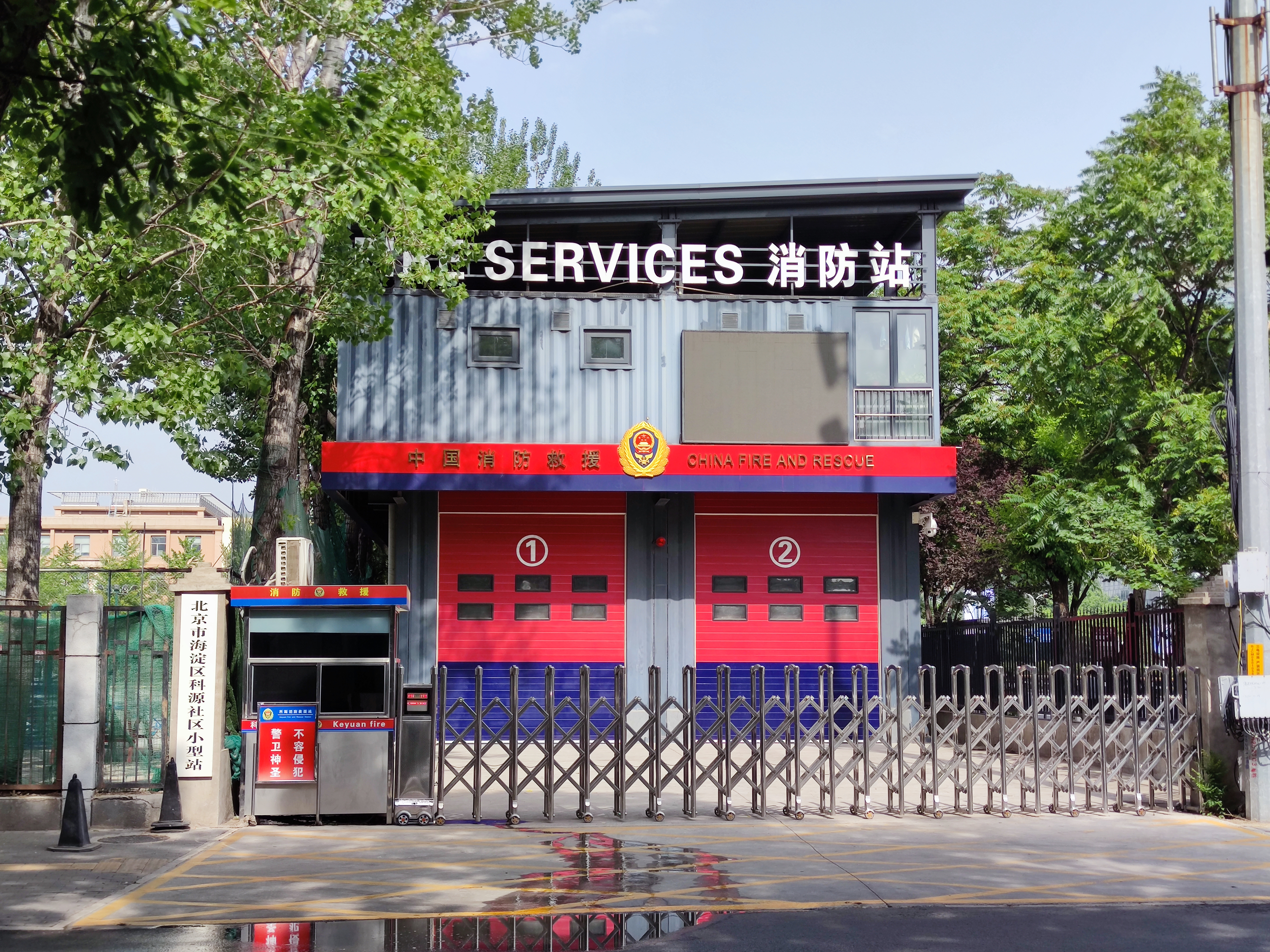
北京市海淀区科源小型消防救援站

### 消防救援车辆
至2020年底，北京市消防救援总队共有1177辆执勤消防车。有98个消防救援站配备城市主战消防车、中重型水罐泡沫消防车、多功能抢险救援车、举高类消防车各一辆。

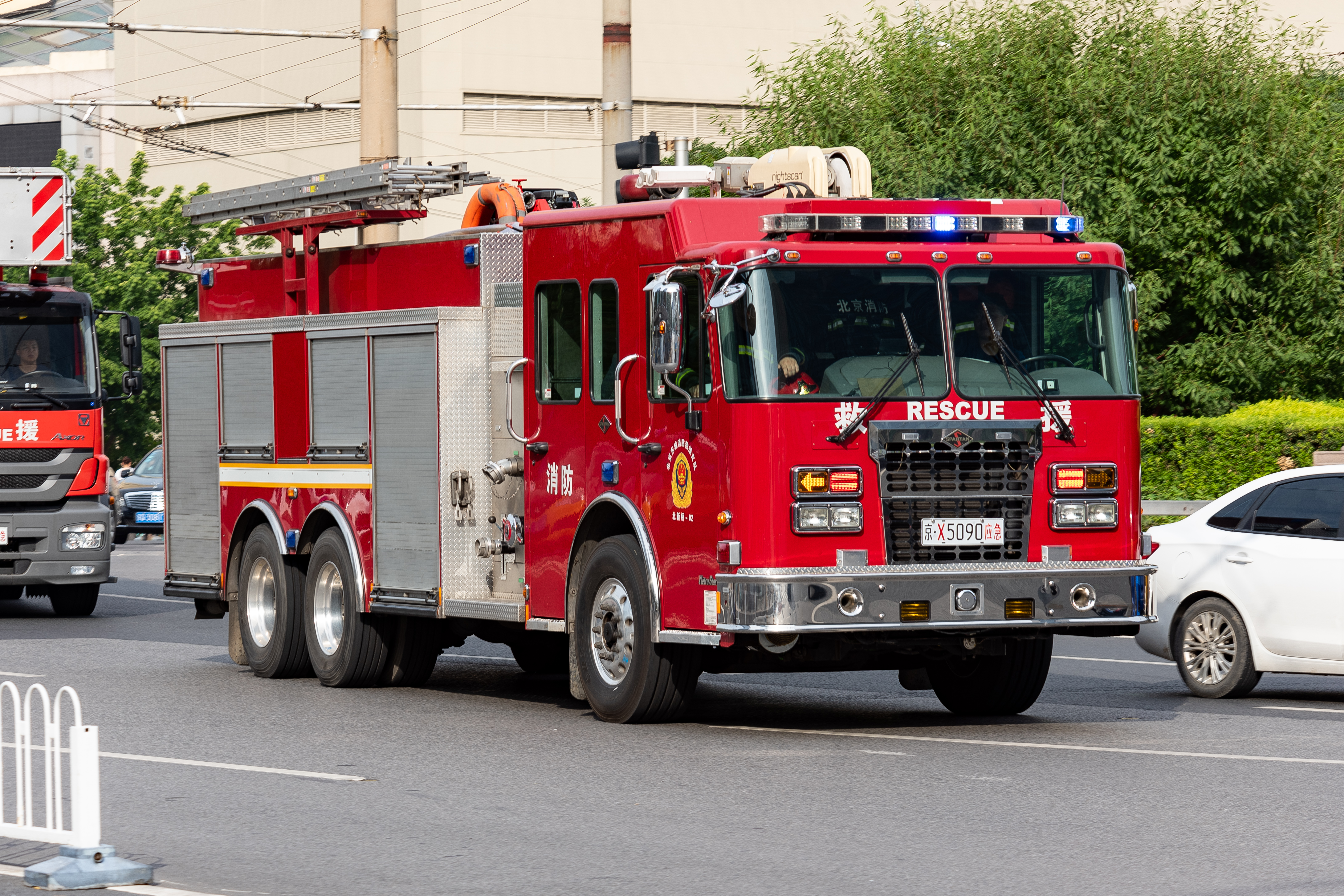
北新桥消防救援站的大力霸王龙泡沫消防车（Spartan底盘）
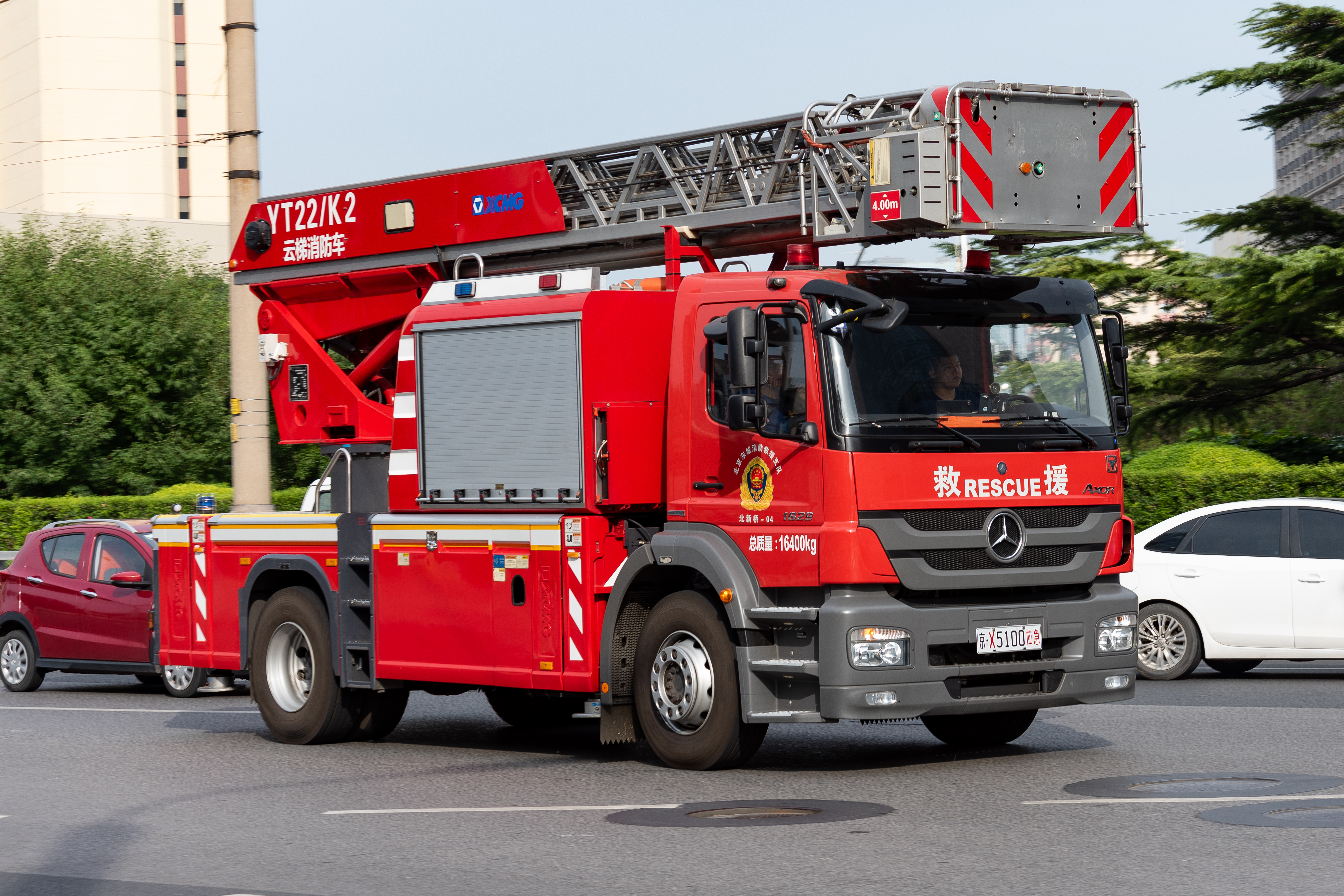
北新桥消防救援站的徐工YT22/K2云梯消防车（奔驰AXOR1829底盘）
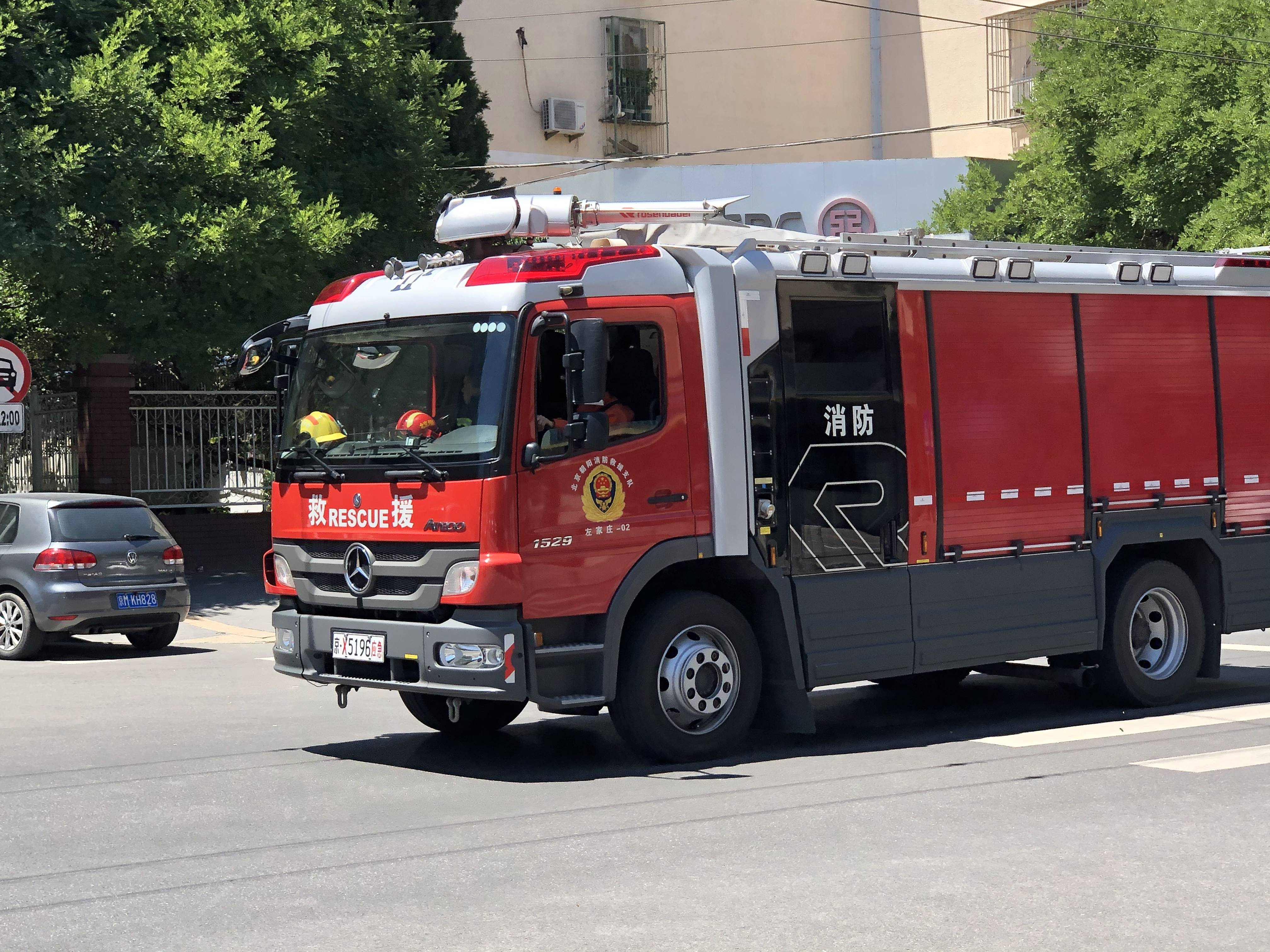
左家庄消防救援站的卢森宝亚AT3城市主战消防车（奔驰底盘）
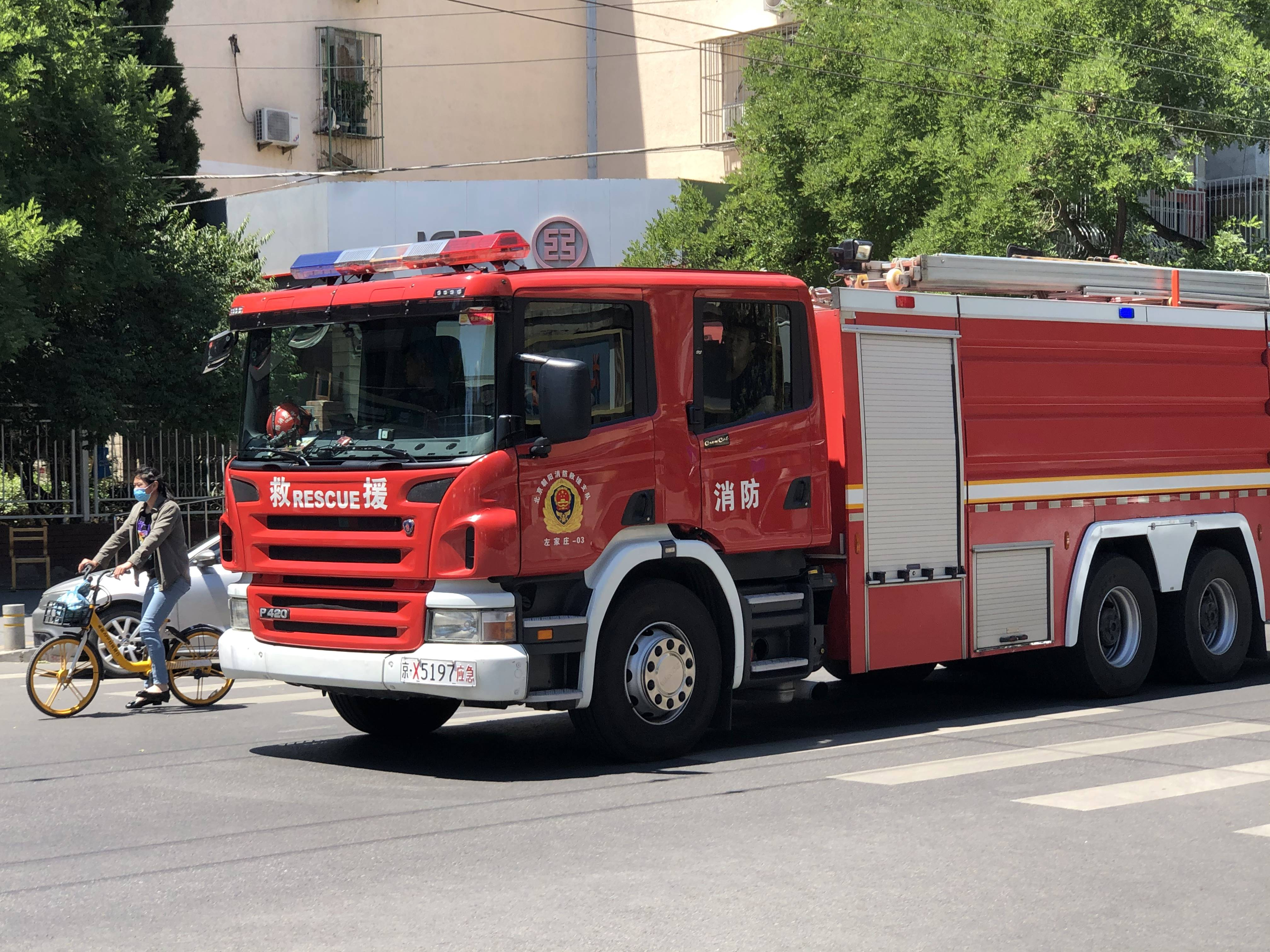
左家庄消防救援站的中卓时代泡沫消防车（斯堪尼亚P420底盘）
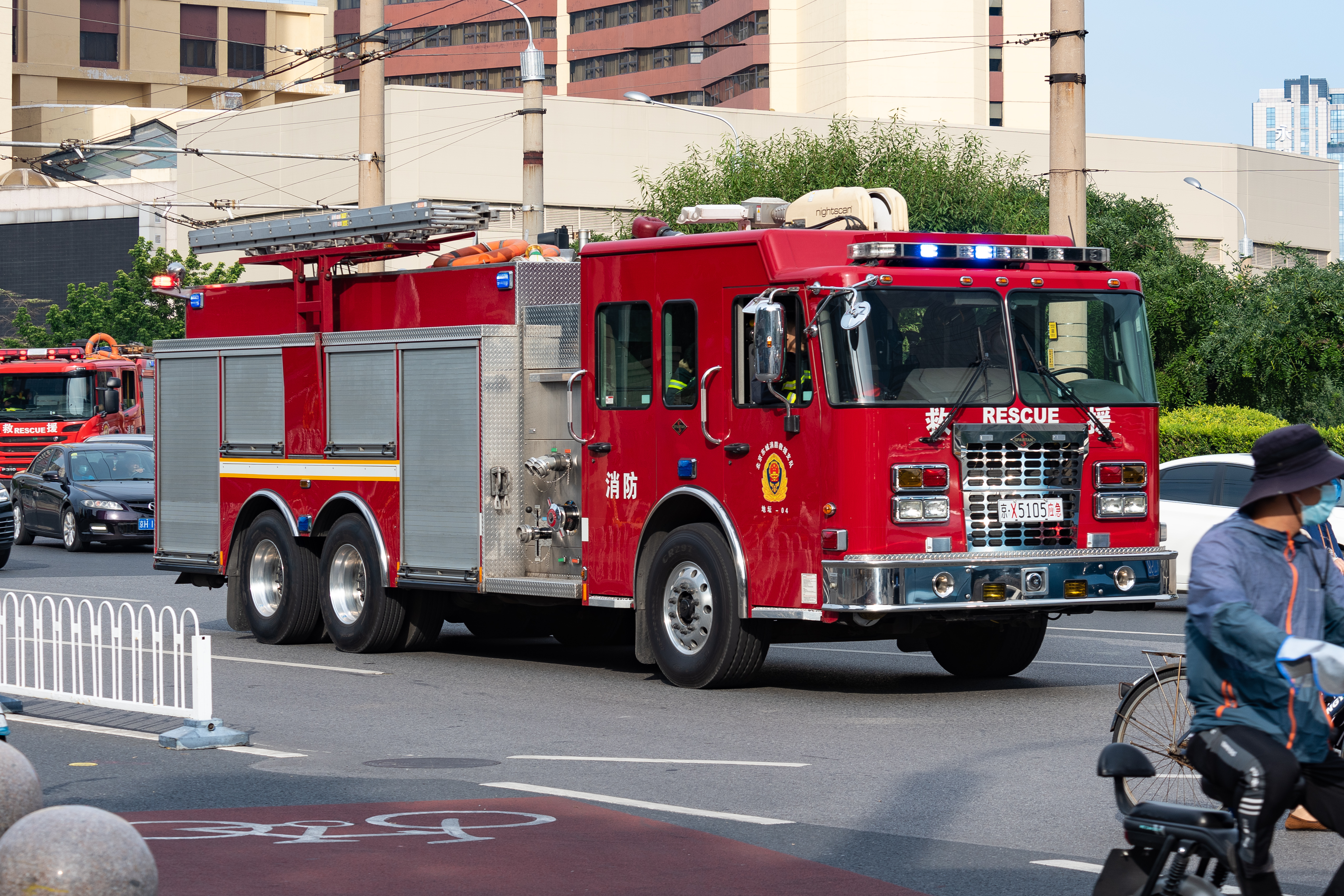
地坛消防救援站的大力霸王龙泡沫消防车（Spartan底盘）
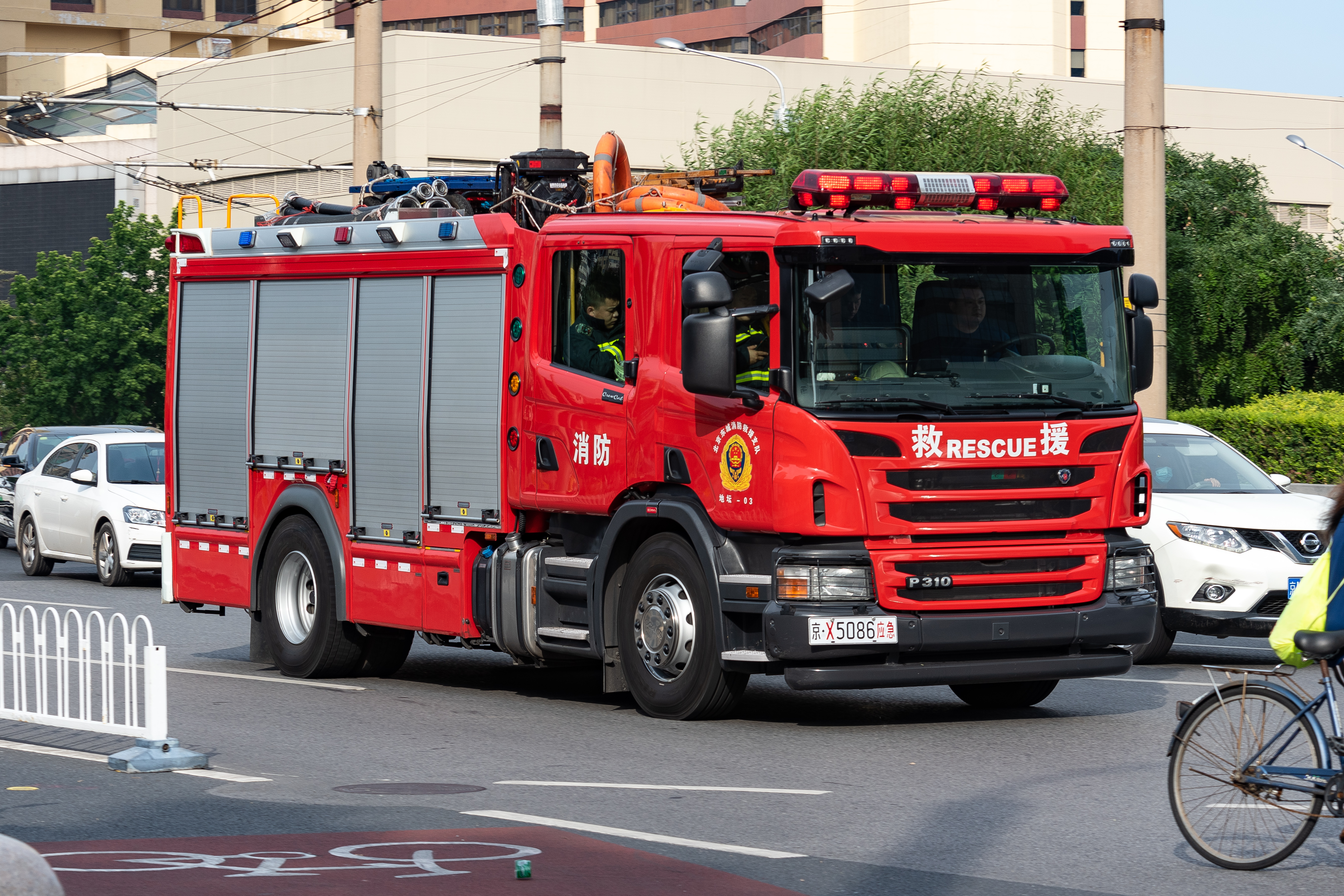
地坛消防救援站的中卓时代城市主战消防车（斯堪尼亚P310底盘）

### 消防人员
根据《消防救援队伍总队及以下单位机构编制方案的通知》，北京市消防救援总队为一类总队，编制总额7363名，其中干部2494名、消防员4869名。至2020年底，北京市、区两级政府另有政府合同制专职消防员3798人，与“国家队”消防员混编执勤。

### 中国救援队
中国救援队是应急管理部所属担负国际灾害应急救援任务的重型救援队伍，由北京市消防救援总队、中国地震应急搜救中心、应急总医院的人员组成。中国救援队的搜救队员主要从北京市消防救援总队特勤支队高米店站抽调。

## 历任领导

### 北京市公安消防总队（北京市公安局消防局）
| 北京市公安消防总队总队长（中国人民武装警察部队北京市消防总队总队长、北京市公安局消防局局长） - 张正福 （- 2004年9月） - 赵子新 武警大校（2004年9月 - 2011年5月） - 吴志强 武警少将（2014年9月 - 2016年5月） - 亓延军 武警少将（2016年5月 - 2018年10月） | 北京市公安消防总队政治委员（中国人民武装警察部队北京市消防总队政治委员、北京市公安局消防局政治委员） - 张宝林 （约1990年） - 吴志强 武警少将（ - 2014年9月） - 夏夕岚 武警少将（约2015年） |

### 北京市消防总队
| 北京市消防总队总队长 - 亓延军 消防救援助理总监（2018年10月－2019年1月） - 曹奇 高级指挥长（2019年1月－2019年12月） | 北京市消防总队政治委员 - 潘业辉 高级指挥长（2019年1月－2019年12月） |

### 北京市消防救援总队
| 北京市消防救援总队总队长 - 曹奇 高级指挥长（2019年12月－2020年5月） - 宋树欣 高级指挥长（2020年10月－2023年9月） - 吴振坤 高级指挥长（2024年－） | 北京市消防救援总队政治委员 - 潘业辉 高级指挥长（2019年12月－） - 刘心元 高级指挥长（2024年－） |